# Fondation Louis-Vuitton
Fondation Louis-Vuitton – fundacja założona w 2006 roku, prowadząca muzeum sztuki i centrum kultury, sponsorowana przez grupę LVMH i jej spółki zależne. Jest prowadzona jako prawnie wyodrębniony podmiot non-profit w ramach promocji kultury i sztuki LVMH.
Muzeum sztuki zostało otwarte w październiku 2014 roku. Budynek został zaprojektowany przez architekta Franka Gehry’ego i sąsiaduje z Jardin d’Acclimatation w Lasku Bulońskim w 16. dzielnicy Paryża. W 2017 roku Fondation Louis-Vuitton odwiedziło ponad 1,4 mln osób.